# 女のうず潮
『女のうず潮』（おんなのうずしお）は、1970年3月2日 - 4月24日にTBS系列「花王 愛の劇場」枠にて放送された昼ドラマである。

## 概要
モノクロ制作。

## キャスト
- 高木郁代 - 松山容子
- 清吉 - 木村功
- 高木良治 - 南祐輔
- 小栗一也
- 内出良子

## スタッフ
- 監督：久松静児、馬越安彦
- 脚本：中井多津夫
- 音楽：日暮雅信
- プロデューサー：沖原俊哉、佐賀邦夫（C.A.L）、岩崎嘉一（TBS）、金川勝利（TBS）
- 制作：C.A.L

## 主題歌
- 「女のうず潮」（歌：笹みどり）
  - 作詞：関沢新一／作曲・編曲：安藤実親

## 前後番組
| TBS系列 花王 愛の劇場                 | TBS系列 花王 愛の劇場               | TBS系列 花王 愛の劇場              |
| 前番組                                | 番組名                              | 次番組                             |
| ------------------------------------- | ----------------------------------- | ---------------------------------- |
| 新・女の絶唱 （1970.1.5 - 1970.2.27） | 女のうず潮 （1970.3.2 - 1970.4.24） | 愛の荒野 （1970.4.27 - 1970.6.26） |
| TBS 月 - 金曜日13:00 - 13:30枠        |                                     |                                    |
| 新・女の絶唱 （1970.1.5 - 1970.2.27） | 女のうず潮 （1970.3.2 - 1970.4.24） | 愛の荒野 （1970.4.27 - 1970.6.26） |
| 朝日放送 月 - 金曜日13:15 - 13:45枠   |                                     |                                    |
| 新・女の絶唱 （1970.1.5 - 1970.2.27） | 女のうず潮 （1970.3.2 - 1970.4.24） | 愛の荒野 （1970.4.27 - 1970.6.26） |